# Hämoglobin theta-1
Hämoglobin theta-1 ist ein in Säugetieren vorkommendes Protein, das als Sauerstofftransporter im Blut fungiert. Es ist Teil des Hämoglobin-Tetramers, das in großen Mengen von Erythrozyten produziert wird. Insbesondere wird Theta-Globin beim Menschen ausschließlich während der Embryonalentwicklung gebildet. Theta-Globin gehört zu den Globinen.
Die theta-Globin-mRNA ist im menschlichen, fötalen, erythroiden Gewebe vorzufinden, allerdings nicht in erythroiden oder anderen nicht-erythroiden Geweben Erwachsener. Die theta-1-Gene äußern sich sehr früh im embryonalen Leben, manchmal vielleicht sogar vor der fünften Woche. Theta-1 ist ein Mitglied des menschlichen alpha-globin-Gen-Clusters, das fünf funktionale Gene und zwei Pseudogene beinhaltet. Die Reihenfolge der Gene lautet: 5' – zeta – pseudozeta – my – pseudoalpha-1 – alpha-2 – alpha-1 – theta1 – 3'. Forschungen sprechen für eine transkriptionell aktive Rolle für des Gens und für eine funktionale Rolle bei Peptiden in spezifischen Zellen, möglicherweise in denen des frühen erythroiden Gewebes.